# Shigeru Kayano
Shigeru KayanoKayano Shigeru (萱野 茂) (15 de juny, 1926 - 6 de maig, 2006) va ser un dels darrers parlants nadius de la llengua ainu i un líder del moviment ètnic del poble ainu al Japó.

## Orígens
Shigeru Kayano va néixer a la vila de Nibutani, a Biratori, prefectura de Hokkaido, Japó. El seu nom de naixement era Kaizawa, però va renunciar-hi pel nom de la família de la seva tia. Va créixer en la pobresa amb el seu pare, alcohòlic, i la seva mare, una devota budista. L'interès per la cultura ainu va començar gràcies a la seva àvia Tekatte, que va compartir amb ell molts contes tradicionals ainus.

## Líder cultural
Encara que no va assolir un nivell d'educació superior, va dur a terme un apassionat estudi del folklore, l'art, la llengua i la història ainu. El seu activisme va ajudar a aconseguir la fundació del Museu de la Cultura Ainu, a Nibutani, el 1972. Era un reconegut mestre vivent de la cultura ainu, de tradició oral, i un expert en les seves arts folklòriques i el seu idioma. Amb el seu esforç va aconseguir fundar quinze escoles de llengua ainu.

## Líder polític
Va ser el primer polític ainu a seure a la Dieta del Japó. Hi va estar durant cinc legislatures, abans d'aconseguir un escó vacant al Senat pel PSD, que va ocupar des del 1994 fins al 1998. A la Dieta sovint feia preguntes en llengua ainu. El seu esforç va portar a l'aprovació, el 1997, d'una llei per a la promoció de la cultura ainu.
Shigeru Kayano també va ser conegut per liderar el moviment de protesta contra la presa de Nibutani. Aquesta presa, situada al riu Saru, es va acabar el 1997, tot i els intents legals d'aturar-la, i va inundar la terra sagrada dels ainu. Encara que l'esforç legal va resultar infructuós, va permetre aconseguir per primera vegada el reconeixement dels ainu com la gent indígena de Hokkaido per part del jutjat del districte de Sapporo.
Va morir d'una pneumònia a l'hospital a Sapporo, Hokkaido, el 6 de maig de 2006, just després del seu 80è aniversari.

## Autor
Ha escrit sobre 100 llibres sobre l'idioma ainu i la seva cultura, incloent-hi 28 col·leccions yukar. Alguns dels seus treballs s'han traduït a l'anglès:
- Our Land was a Forest: an Ainu Memoir - 1994
- The Romance of the Bear God - 1985